# М'якиш-Старий
М'якиш Старий (пол. Miękisz Stary) — село у Польщі, у гміні Ляшки Ярославського повіту Підкарпатського воєводства. Знаходиться на відстані 21 км на схід від Ярослава. Населення — 552 особи (2011). У селі збереглась церква Покрови Прсв. Богородиці (1803—1811).

## Історія
У 1939 році в селі проживало 740 мешканців (220 українців, 500 поляків, 20 євреїв).
Наразі кількість жителів — 581 осіб.
16 серпня 1945 року Москва підписала й опублікувала офіційно договір з Польщею про встановлення лінії Керзона українсько-польським кордоном. Українці не могли протистояти антиукраїнському терору після Другої світової війни. Частину добровільно-примусово виселили в СРСР (112 осіб — 21 родина). Решта українців попала в 1947 році під етнічну чистку під час проведення Операції «Вісла» і була депортована на понімецькі землі у західній та північній частині польської держави, що до 1945 належали Німеччині.
У 1975—1998 роках село належало до Перемишльського воєводства.

## Демографія
Демографічна структура станом на 31 березня 2011 року:
|          | Загалом | Допрацездатний вік | Працездатний вік | Постпрацездатний вік |
| -------- | ------- | ------------------ | ---------------- | -------------------- |
| Чоловіки | 284     | 67                 | 184              | 33                   |
| Жінки    | 268     | 57                 | 142              | 69                   |
| Разом    | 552     | 124                | 326              | 102                  |